# Dursley
Dursley är en stad och en civil parish i Stroud i Gloucestershire i England. Orten har 6 697 invånare (2011). Staden nämndes i Domedagsboken (Domesday Book) år 1086, och kallades då Dersilege.